# آلاپارس
آلاپارس (به ارمنی: Ալափարս) روستایی در ارمنستان است که در استان کوتایک واقع شده‌است. آلاپارس در کیلومتری شمال هرازدان، مرکز استان کوتایک واقع شده‌است. در سال ۱۸۳۰ ارمنیان خوی، ماکو، وان و آلاشکرت به آلاپارس مهاجرت نمودند.

## خصوصیات
آلاپارس ۳۲٫۹۴ کیلومترمربع مساحت و ۲٬۵۳۸ نفر جمعیت دارد و ۱٬۵۰۰–۱٬۶۰۱ متر بالاتر از سطح دریا واقع شده‌است.
| سال   | ۱۸۳۱ | ۱۹۲۲  | ۱۹۵۹  | ۱۹۷۰  | ۱۹۷۹  | ۱۹۸۹  | ۲۰۰۱  | ۲۰۰۴  |
| جمعیت | ۲۶۷  | ۲٬۸۸۱ | ۱٬۸۹۱ | ۲٬۱۲۵ | ۲٬۰۴۶ | ۲٬۲۰۷ | ۲٬۵۲۷ | ۲٬۰۹۶ |

## نگارخانه

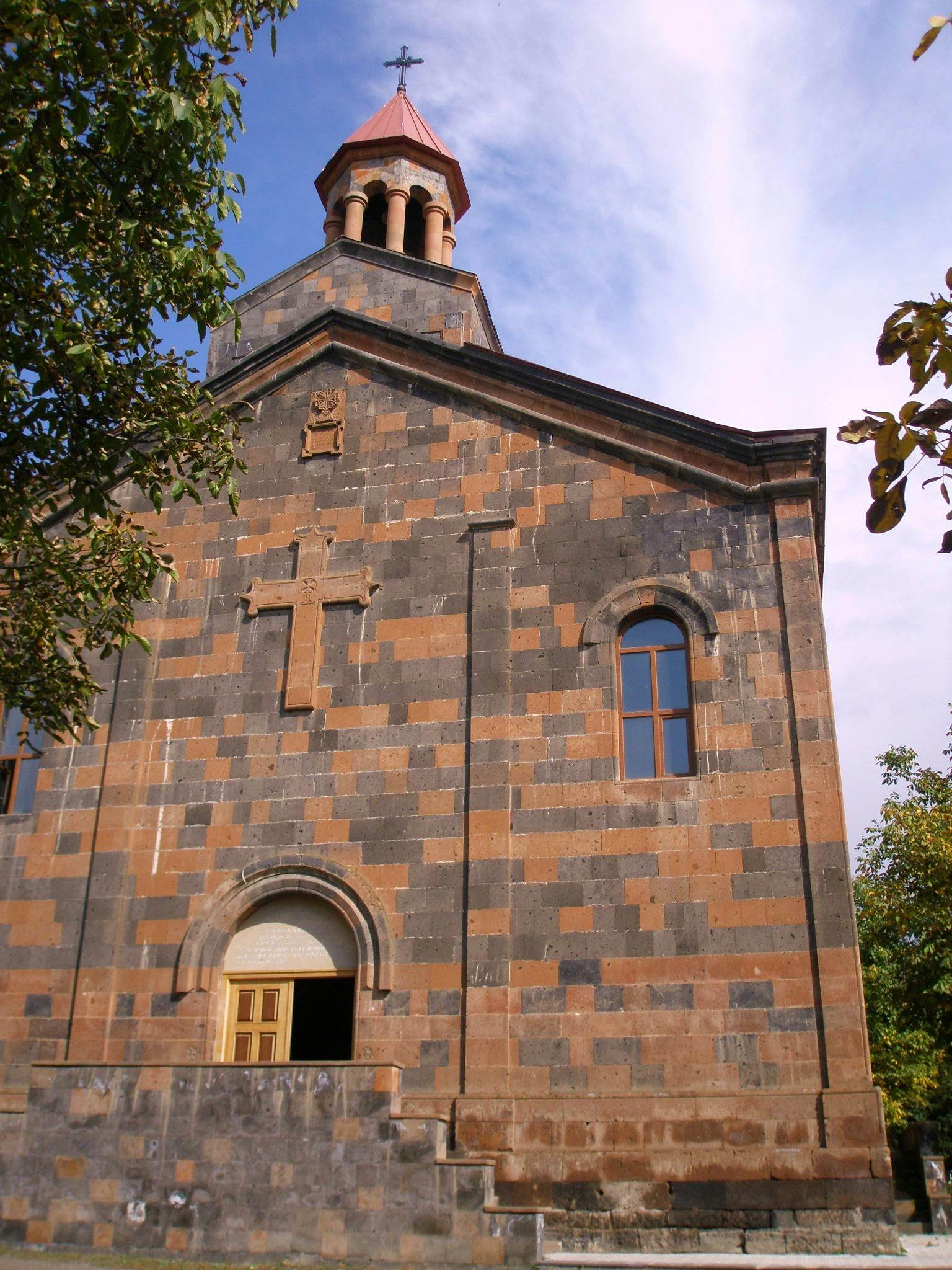
کلیسای آستواتساتسین مقدس،  ۱۸۹۷.
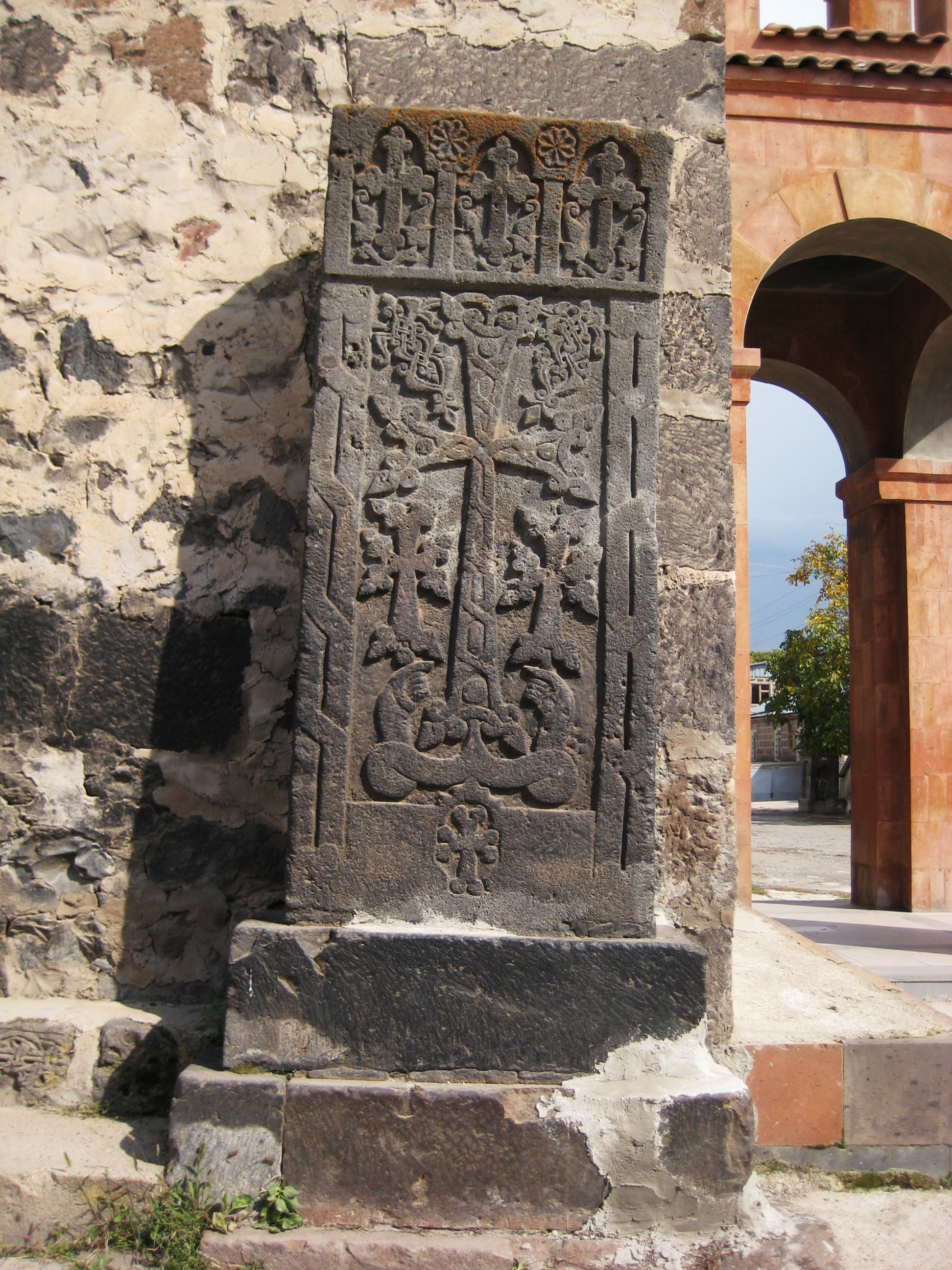
چلیپاسنگ adjacent به وارطاناوانک.
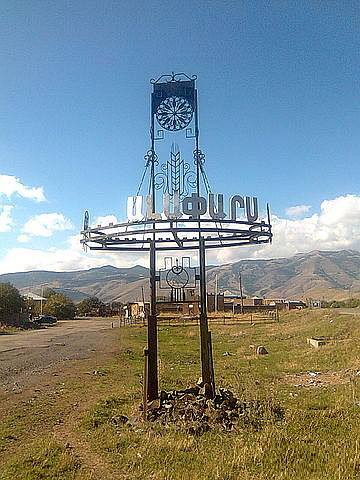